# Forge-fonderie de Baignes
L'ancienne forge-fonderie de Baignes est un établissement industriel des XVIIIe siècle et XIXe siècle situé à Baignes, dans la Haute-Saône.

## Histoire
Les forges sont installées à proximité d'une résurgence qui la fournissait en eau. On trouve à proximité des forêts et du minerai de fer sous la forme de petits grains, à fleur de sol, d'une teneur en minerai d'environ 25 %.
La forge est mentionnée pour la première fois au début du XVIe siècle, mais la Guerre de Trente Ans vient mettre un coup d'arrêt à ce développement.
C'est au XVIIIe siècle que la forge devient importante. La maison du maître de forges date du tout début du siècle. La plupart des bâtiments date du grand programme de reconstruction datant de la fin de ce siècle. Le maître de forge, Claude-François Rochet fait alors travailler l'architecte bisontin Jean-Antoine Guyet, fils de Jean-Pierre Guyet, entrepreneur qui travaillait pour les architectes bisontins Antoine Colombot et  Alexandre Bertrand (lui-même architecte d'opération de Claude-Nicolas Ledoux pour la construction du théâtre de Besançon). Il organise une place en hémicycle autour du haut fourneau, encadrée par deux bâtiments en forme de quart de cercle. Entre ces deux bâtiments part la « rue neuve » bordée des logements ouvriers.
La forge connaît cependant rapidement des difficultés et cesse de fonctionner vers 1820. Le haut fourneau est modernisé par l'installation d'une machine à vapeur mais ferme tout de même en 1869, et est détruit. La forge se reconvertit en fonderie de seconde fusion jusqu'en 1961, date d'arrêt définitif des activités de métallurgie.
Certains bâtiments subsistent et ont été rachetés par le Conseil départemental de la Haute-Saône. Les anciennes forges de Baignes bénéficient de multiples protections au titre des monuments historiques :
- un classement par arrêté du 28 décembre 1978 (remplacé par les protections ultérieures) ;
- une inscription par arrêté du 4 juin 2007 ;
- un classement par arrêté du 5 décembre 2012[2].

Les musées départementaux de la Haute-Saône conservent une grande partie des objets liés à cette production (moules, catalogues et productions).

## Description

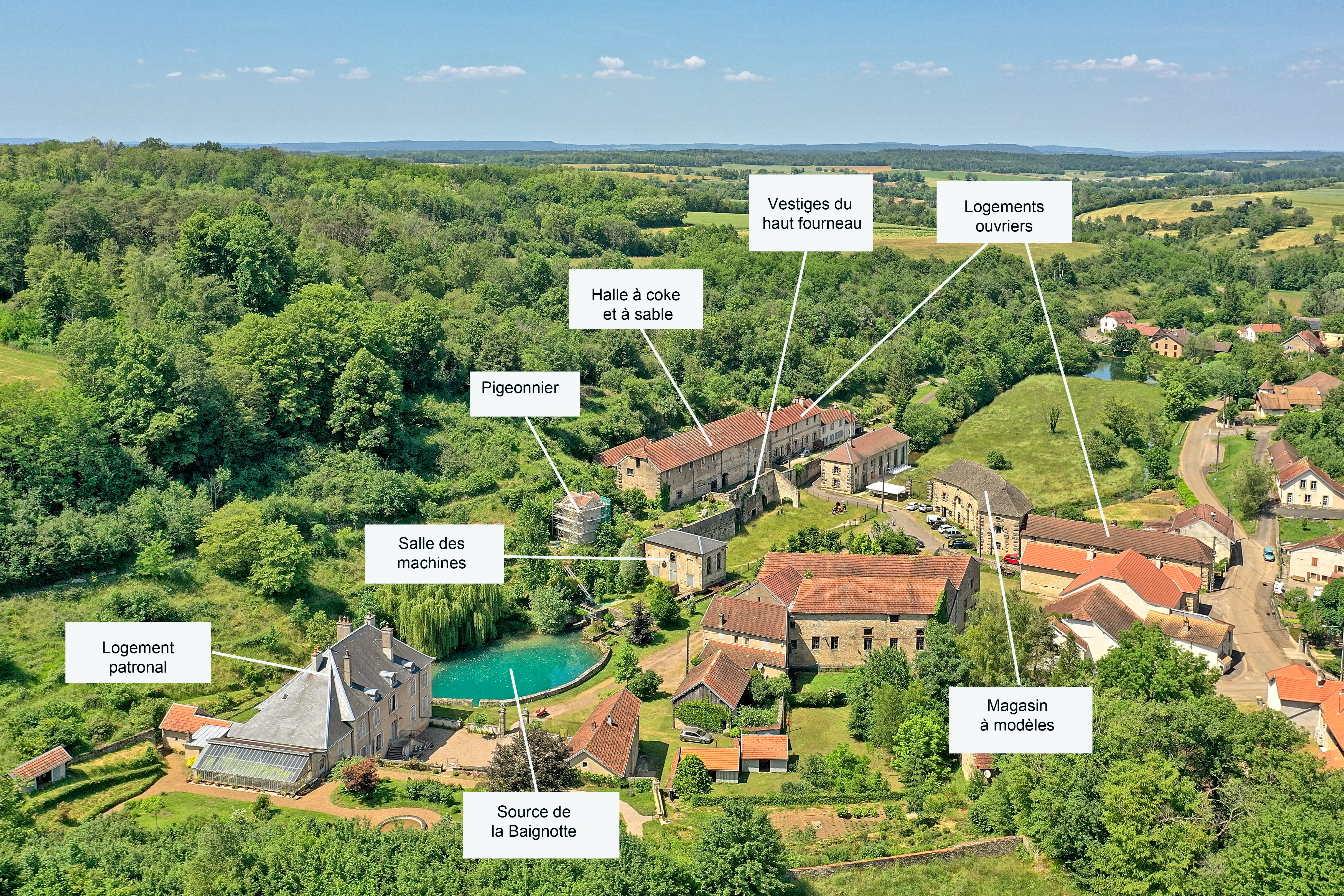
Les anciennes forges avec indication des bâtiments.

Parmi les bâtiments qui subsistent, on peut noter : 
- le logement patronal comprenant un rez-de-chaussée surélevé et un étage carré couvert d'un toit à croupes en ardoise ;
- la halle à charbon couverte d'un toit à demi-croupes ;
- les vestiges du haut fourneau qui laissent apparaître une pièce en moellon de calcaire voûtée d'arêtes ;
- le magasin en quart de cercle et les logements ouvriers présentant des chaînes d'angle et des encadrements en bossage rustique ;
- le pigeonnier, de plan carré aux angles abattus en bossage rustique, couronné de quatre frontons triangulaires.

## Galerie

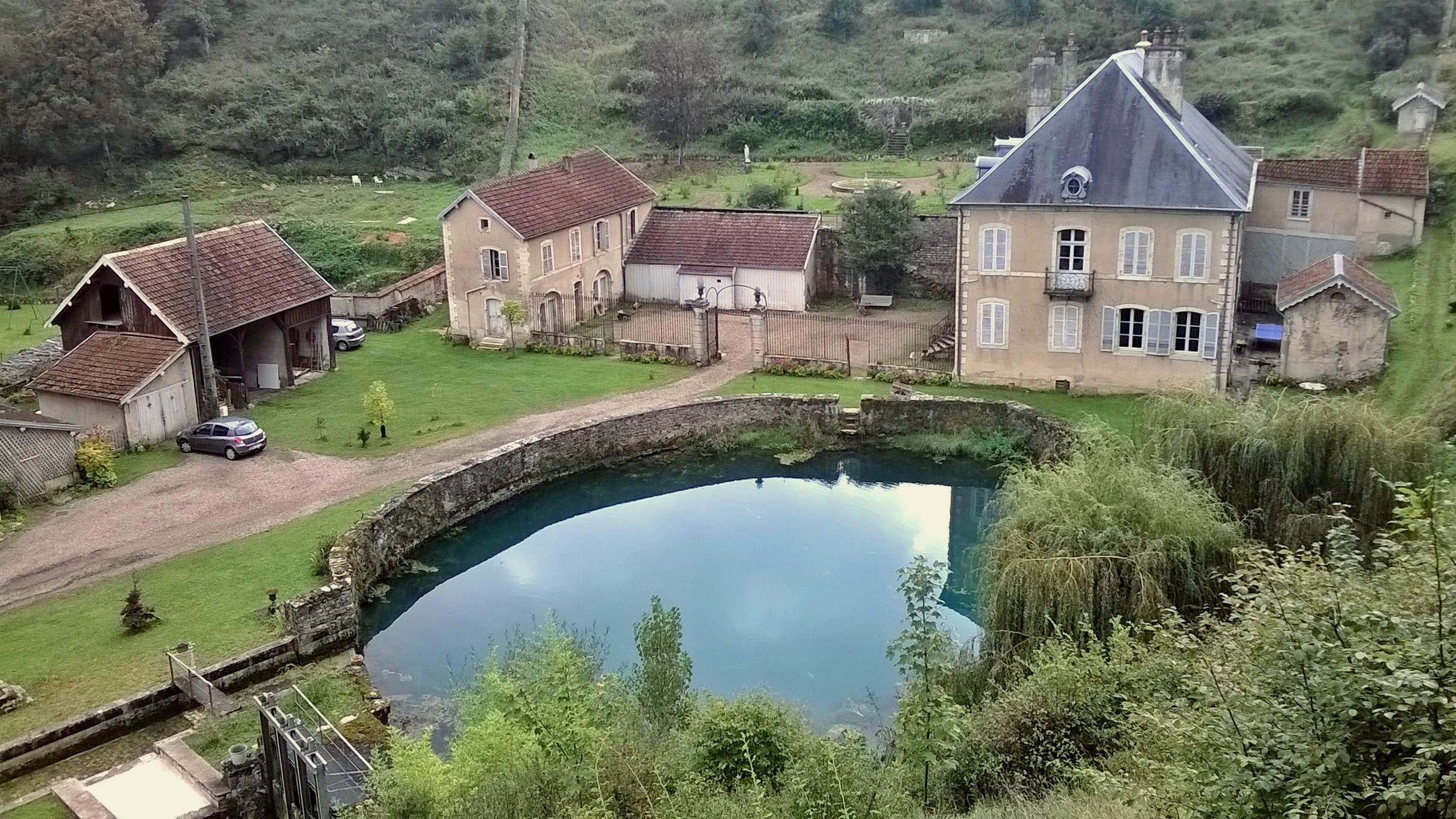
Le logement patronal et le bassin.
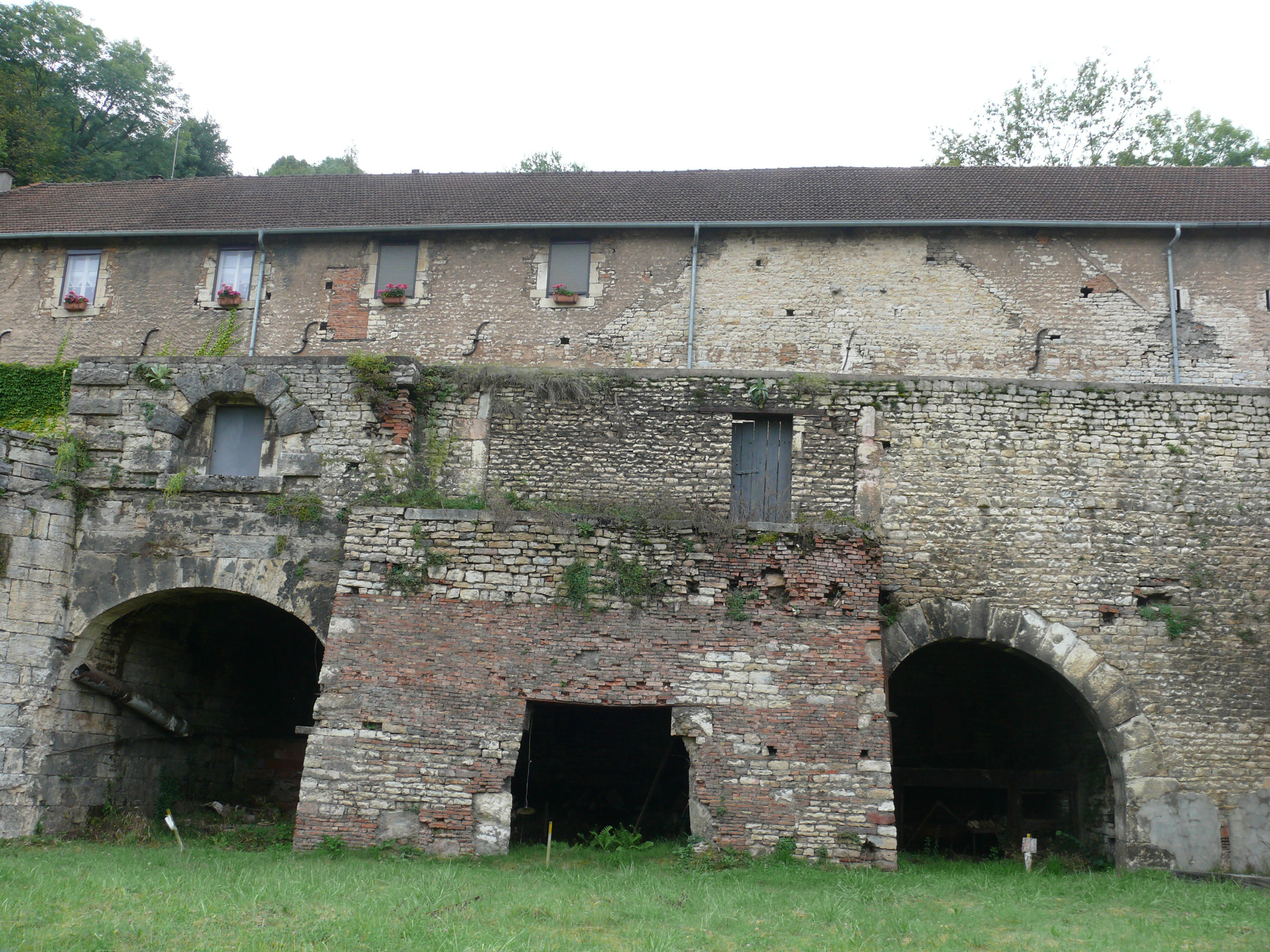
Vestiges du haut-fourneau.
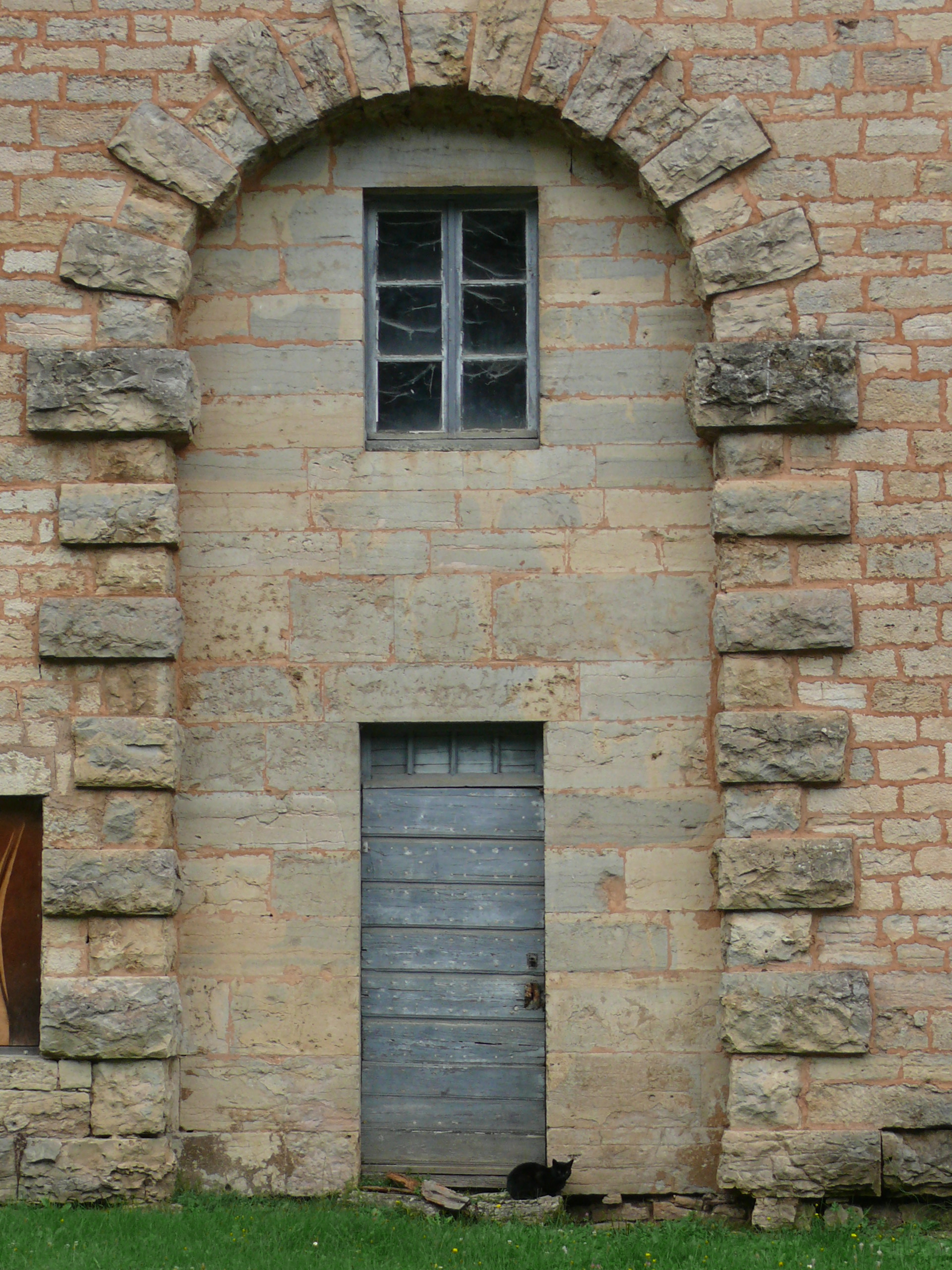
Chaîne d'angle en bossage rustique.
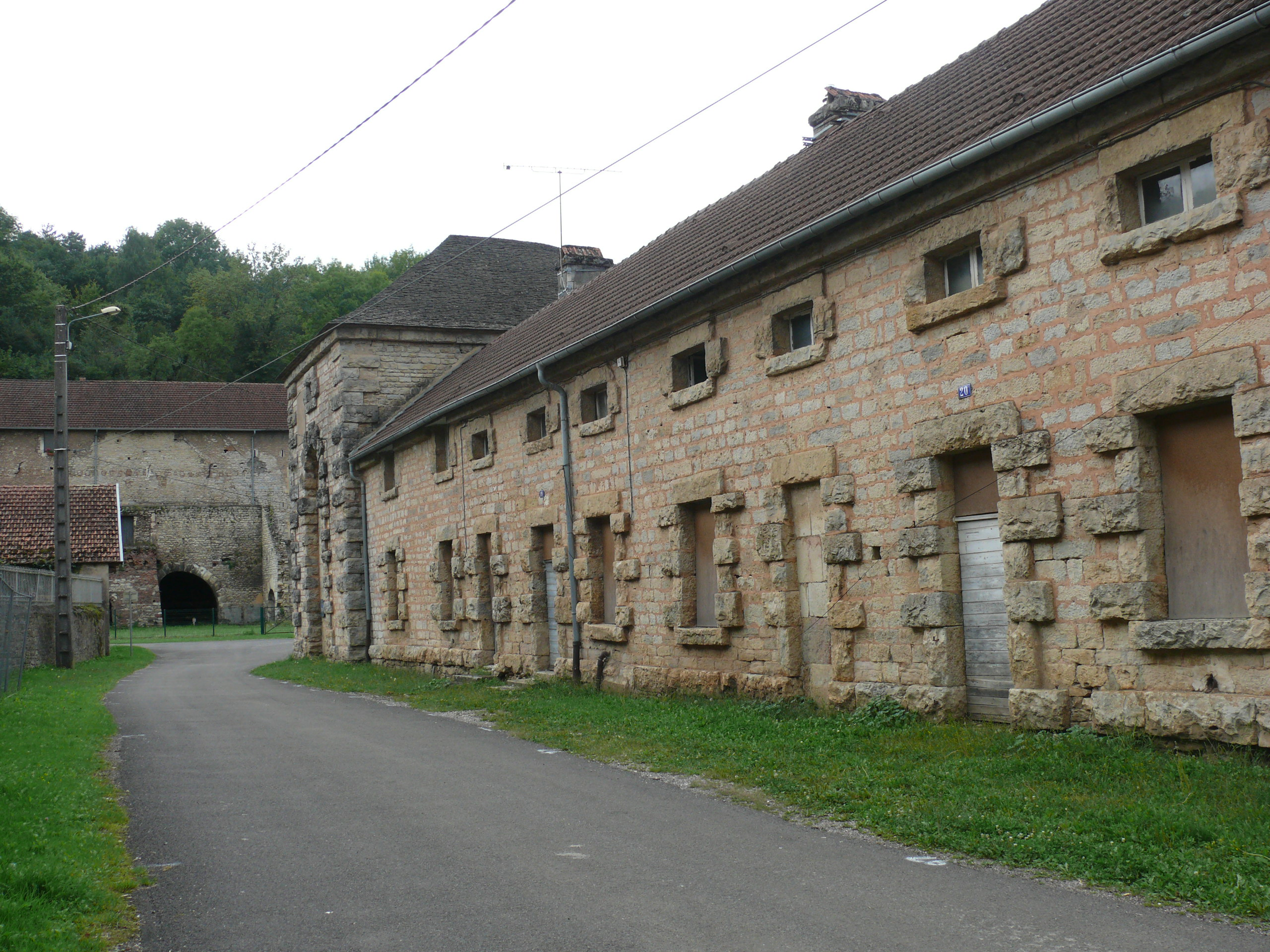
Logement ouvrier.
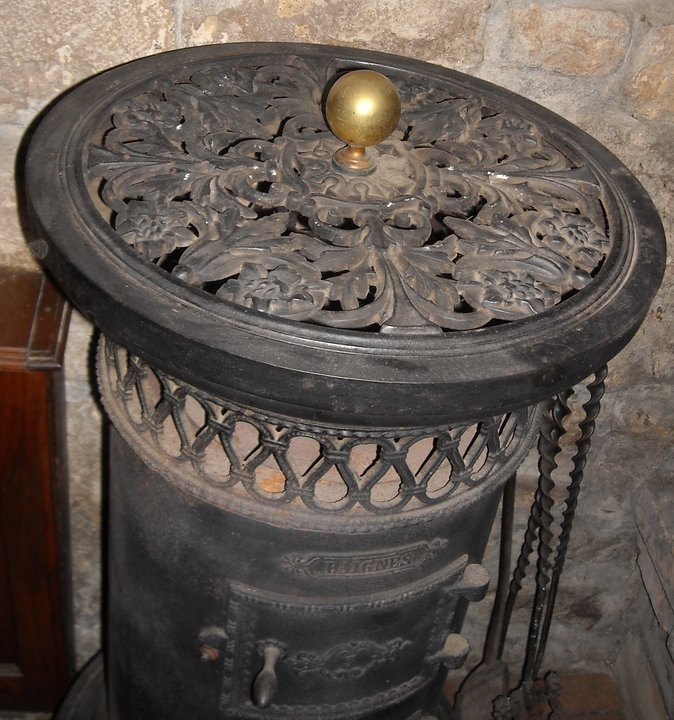
Exemple de production.